# Louise-Amélie Leblois
Pour les articles homonymes, voir Leblois.
Louise-Amélie Leblois est une scientifique française, née le 10 juillet 1860 à Strasbourg et morte le 16 mars 1940 dans le 7e arrondissement de Paris.

## Éléments biographiques
Issue d'une famille protestante, elle est la fille du pasteur libéral Georges-Louis Leblois (1825-1898).
Elle fut la première femme à obtenir en France un doctorat ès sciences en soutenant devant la faculté des sciences de Paris, le 31 mai 1888, une thèse de sciences naturelles consacrée à des « Recherches sur l'origine et le développement des canaux sécréteurs et des poches sécrétrices ». Le texte de sa thèse de doctorat fut édité la même année par la Librairie Masson.
Au préalable, elle avait également publié dans les pages du Bulletin de la Société botanique de France deux articles intitulés respectivement « Sur le rôle du latex dans les composées » (1884) et « Production de thylles à l'intérieur des canaux sécréteurs » (1887).

## Sources
- Albert Maire, Catalogue des thèses de sciences soutenues en France de 1810 à 1890 inclusivement, H. Welter, 1892 (OCLC 457904405), p. 116.
- (en) Mary Creese et Thomas M. Creese, Ladies in the laboratory II : West European women in science, 1800-1900 : a survey of their contributions to research, Lanham, Md, Scarecrow Press, 2004, 290 p. (ISBN 978-0-810-84979-2, OCLC 53097130, présentation en ligne), p. 243.